# Joan Bono de Màntua
|  | «Joan Bono» redirigeix aquí. Vegeu-ne altres significats a «Joan Bono de Milà». |

Giovanni Bono (Màntua, 1168 - 23 (o 16?) d'octubre de 1249) fou un religiós italià, fundador de l'orde dels Eremites de Joan Bono o joanbonites. És venerat com a beat per l'Església catòlica.

## Biografia
Joan Bono o Giovanni Bono o Buono va néixer a Màntua cap al 1168. Orfe de pare, va deixar la mare als setze anys per formar part d'una companyia ambultant de còmics. El 1209 patí una greu malaltia i en recuperar-se'n va canviar de vida, fent penitència i vida eremítica. Va fer un pelegrinatge a Terra Santa i, en tornar, es retirà a una ermita de Bertinoro i, cap al 1208, a Butriolo o Butrio, prop de Cesena.
Aquí començà a tenir seguidors, que es reuniren entorn seu i vivien en una comunitat d'eremites, que fou el germen del futur orde religiós. Vora l'eremitori on vivien es va construir l'església de Santa Maria di Butriolo, on sentien missa diàriament. Malgrat que era laic i gairebé analfabet, sense cap formació intel·lectual ni religiosa (que es limitava a sentir la missa i l'ofici diví, a les oracions quotidianes i alguns salms que sabia de cor, a més de la instrucció cristiana que havia rebut de nen i els textos o sermons que havia retingut quan els havia sentit), molta gent anava a veure'l per sentir-lo enraonar i demanar-li consell.
Giovanni va demanar permís al bisbe Otó de Cesena per fundar una congregació a l'eremitori a Butrio i l'obtingué, fent servir la Regla de Sant Agustí com a regla de vida. El papa Gregori IX va aprovar la nova comunitat el 24 de març de 1240, i la voluntat de portar un hàbit negre, cinyell de cuir, sabates i portar una gaiata de cinc peus de llarg. La nova congregació, de caràcter semieremític i més tard integrada als eremites agustinians s'anomenà dels Giamboniti o Eremites de Joan Bono.
Un cop aprovat l'orde, Giovanni va deixar-ne la direcció al frare Matteo da Modena. Llavors ja gaudia de fama de sant en vida; lliure de deures temporals, es va dedicar a la contemplació i a les obres de caritat. L'octubre de 1249 marxà amb alguns deixebles a Màntua i hi morí, a l'ermita de Santa Agnese in Porto.

## Veneració
El 1251 el seu cos fou col·locat en una urna de marbre, de la que fou exhumat cinc cops entre 1252 i 1798, trobant-se sempe incorrupte. El juny de 1251 Innocenci IV encarregà al bisbe de Mòdena que incoés el procés de beatificació del frar; acabat el procés en 1254, en 1483 Sixt IV el proclamà beat.

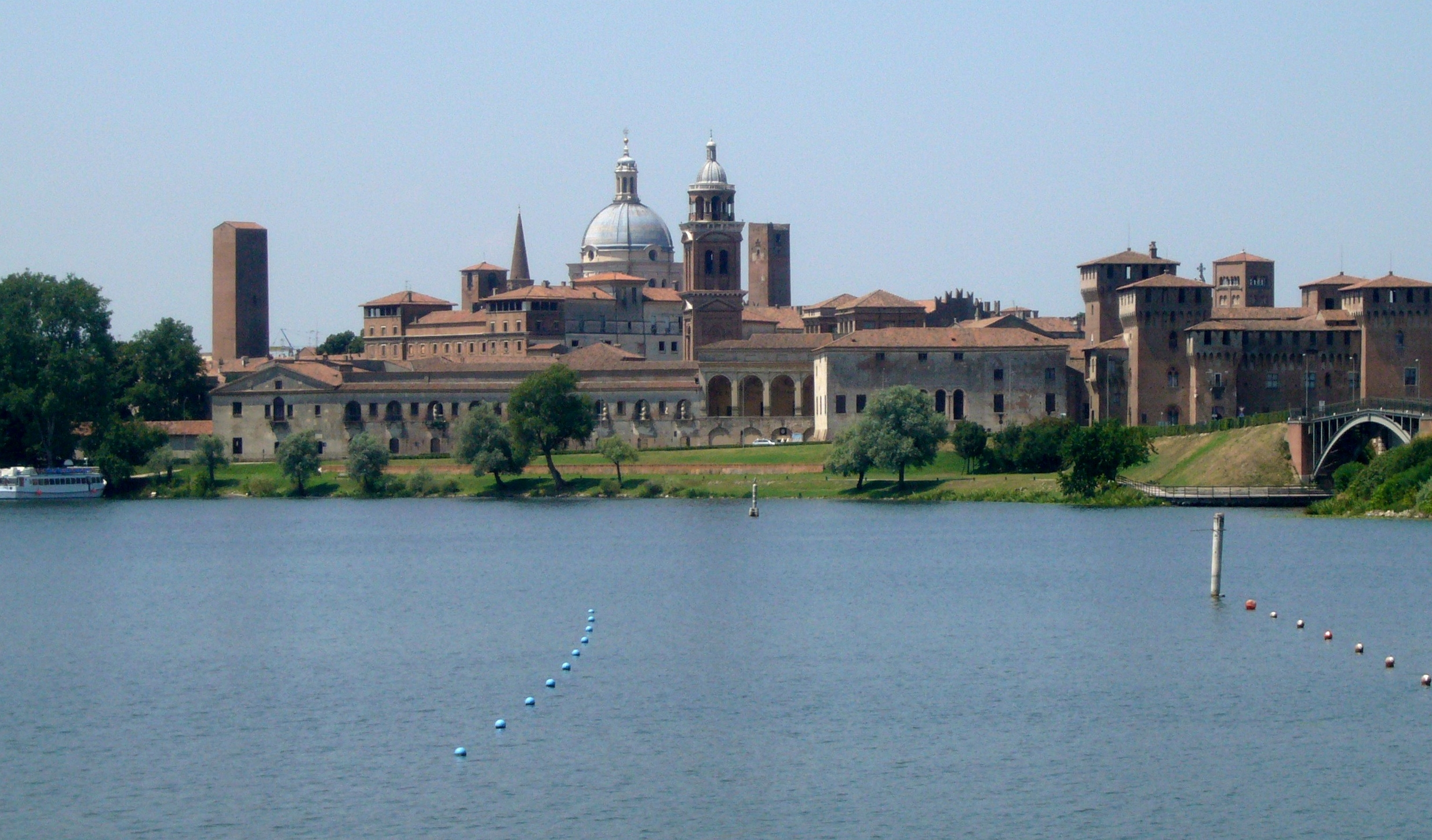
Màntua des del Mincio.
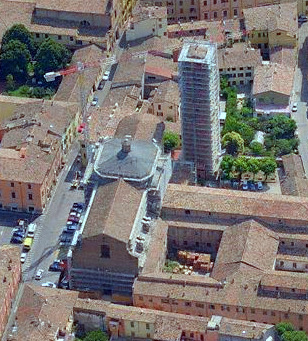
Sant'Agostino de Cesena, edificat sobre S. Maria in Butriolo.